# L. Frank
L. Frank (Originaltitel: Lefranc) ist ein frankobelgischer Comic von Jacques Martin. Im Mittelpunkt der Abenteuerserie steht der Reporter Luc Frank, der kriminelle Machenschaften in allen Weltgegenden aufdeckt und vereitelt. Hilfreich zur Seite stehen ihm dabei der junge Pfadfinder Robert und Kommissar Renard. Seinen ärgsten Widersacher findet er im mysteriösen Axel Borg.

## Hintergrund
Jacques Martin schrieb und zeichnete die Abenteuerreihe. Seine Nachfolger als Zeichner waren Bob De Moor, Gilles Chaillet, Christophe Simon, Francis Carin, André Taymans und  Erwin Drèze, Régric sowie Alain Maury. Für den Text waren nacheinander Michel Jacquemart, Patrick Weber, Patrick Delperdange und Thierry Robberecht verantwortlich.
Die Serie erschien zwischen 1952 und 1980 in der belgischen und von 1952 bis 1982 in der französischen Ausgabe von Tintin. Le Lombard begann 1954 mit der Albenausgabe, die 1965 von Casterman fortgesetzt wurde. Im deutschen Sprachraum veröffentlichte Carlsen die Alben 1–10 als Softcover, später brachte Casterman eine Ausgabe in Hardcover heraus und erweiterte die Reihe in deutscher Sprache um die Bände 11–13 und 19. Seit 2019 bringt Kult Comics unter dem Label Integral eine Neuausgabe aller bisher erschienenen 33 Alben heraus, neuübersetzt von Uwe Löhmann, als fadengebundene Sammelausgabe. In jeden Band wurden drei Alben in der Reihenfolge der französischen Originalausgaben aufgenommen. Bisher sind 11 Bände erschienen. Damit lag die Serie mit Stand Dezember 2022 komplett auf Deutsch vor.

## Alben
- 01. Die große Bedrohung (1954)
- 02. Der Feuersturm (1961)
- 03. Der Super-Virus (1965)
- 04. Im Bau der Wölfe (1974)
- 05. Die Pforten zur Hölle (1978)
- 06. Operation Thor (1979)
- 07. Die Oase (1981)
- 08. Die Superwaffe (1982)
- 09. Die Krypta (1984)
- 10. Die Apokalypse (1987)
- 11. Das Ziel (1989)
- 12. Die Kamarilla (1997)
- 13. Der Flug der Spirit (1998)
- 14. Die Entführung (2001)
- 15. El Paradisio (2002)
- 16. Das Ultimatum (2004)
- 17. Der Herr des Atoms (2006)
- 18. Die blaue Mumie (2007)
- 19. London in Gefahr (2008)
- 20. Schwarze Weihnacht (2009)
- 21. Die Bestrafung (2010)
- 22. Die Kinder des Bunkers (2011)
- 23. Der ewige Shogun (2012)
- 24. Stalins Kind (2013)
- 25. Cuba Libre (2014)
- 26. Mission Antarktis (2015)
- 27. Der Vogelmensch (2016)
- 28. Das Heisenberg-Prinzip (2017)
- 29. Die Strategie des Chaos (2018)
- 30. Roter Mond (2019)
- 31. Das Lösegeld (2020)
- 32. Die gerechten Richter (2021)
- 33. Der Ares-Skandal (2022)
- 34. La Route de Los Angeles (2023)
- 35. Bombes H sur Almeria (2024)